# Wurzelschnittling
Der Wurzelschnittling ist eine Vermehrungsart, die bei Pflanzen angewendet wird, die fleischige Wurzeln aufweisen.
Die Wurzeln werden im Herbst bleistift- bis fingerstark von der Mutterpflanze abgetrennt.
Sie werden in feuchten Torf eingeschlagen und kühl/frostfrei gelagert. Im Winter werden diese Wurzelstücke in ca. 8 cm lange Teilstücke geschnitten und in Kisten in ein Sand-Torfgemisch gesteckt. Die Schnittlinge werden nun mit mäßig feuchter Erde ca. 2 cm hoch bedeckt. Die Erde muss über den gesamten Winter mäßig feucht gehalten werden. Die Kisten sollen zu Beginn eher kühl gelagert werden, um nicht anfangs ein zu intensives Wurzelwachstum zu bekommen. Ab dem Zeitpunkt des oberirdischen Austriebs müssen die Kisten genügend Lichtzufuhr erhalten.

## Verwendung
- Essigbaum (Rhus)
- Zierquitte (Chaenomeles japonica)
- Himbeeren (Rubus idaeus)
- Brombeeren (Rubus fruticosus)
- Trompetenblume (Campsis radicans)
- Perückenstrauch (Cotinus)
- Eibisch (Hibiscus syriacus)
- Echter Meerkohl (Crambe maritima)